# Franjo Lelić
Franjo Lelić (* 4. Dezember 1980 in Zagreb) ist ein ehemaliger Handballspieler aus Kroatien.
Der 1,85 Meter große und 80 Kilogramm schwere rechte Außenspieler spielte in Kroatien für den RK Medveščak Zagreb, mit dem er am EHF-Pokal und am Europapokal der Pokalsieger teilnahm. Während der Saison 2004/05 wechselte er zum Serienmeister RK Zagreb, mit dem er 2005, 2006 und 2007 die Premijer Liga und den Pokal gewann. International spielte man in der EHF Champions League. In der Spielzeit 2007/08 lief er für den slowenischen Verein RK Gold Club Kozina auf, ehe er bis zu seinem Karriereende beim RK Našice unter Vertrag stand.
Für die kroatische Nationalmannschaft bestritt Franjo Lelić bis Dezember 2010 vier Länderspiele, in denen er acht Tore warf; er stand im erweiterten Aufgebot für die Weltmeisterschaft 2011.